# GAC Empow

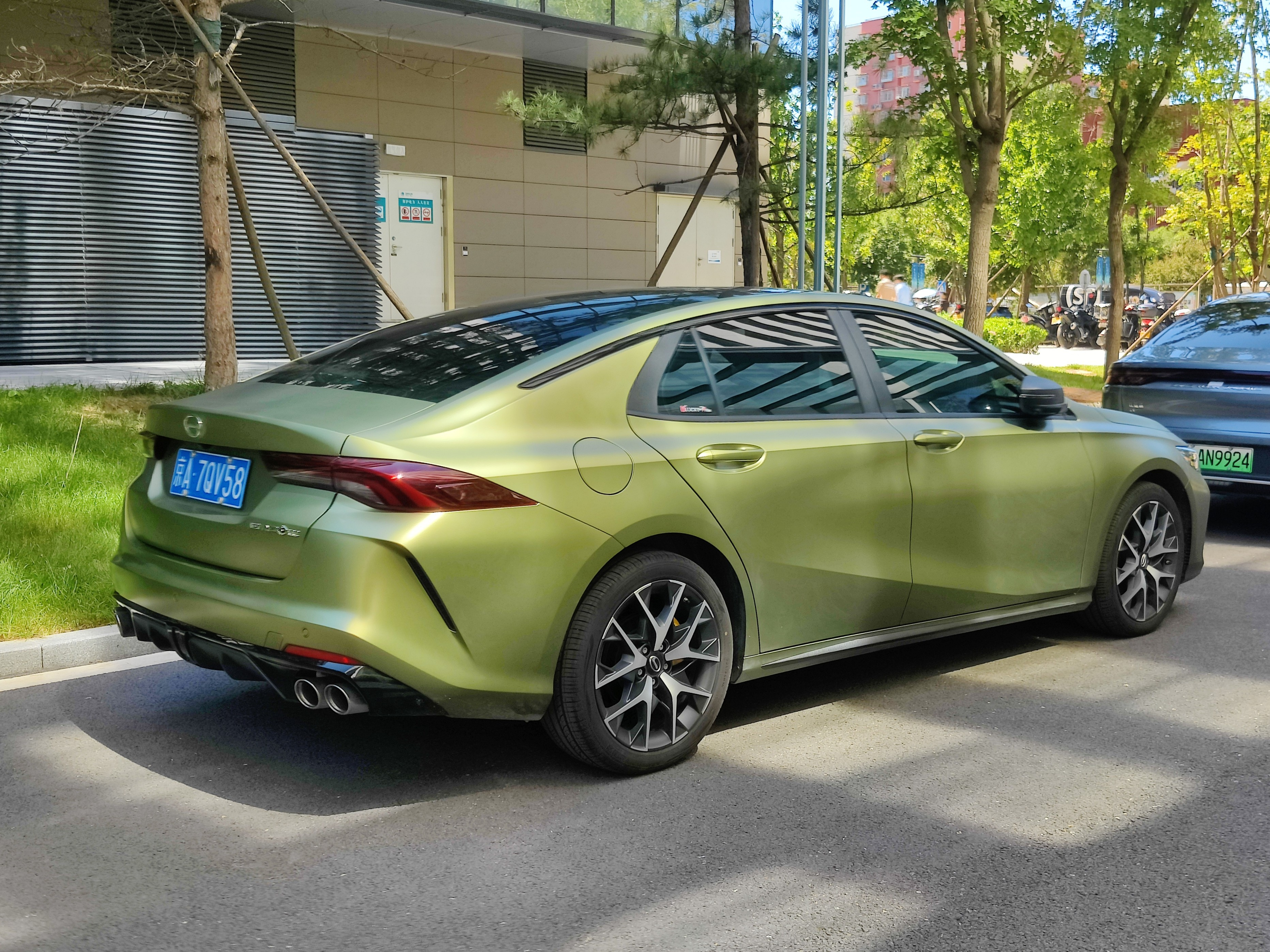
Вид сзади

GAC Empow (кит. 影豹) — переднеприводный пятиместный седан, выпускаемый компанией GAC Group под брендом Trumpchi с 2021 года.

## Описание
Автомобиль GAC Empow впервые был представлен в 2020 году на автосалоне в Гуанчжоу. Первый серийный GAC Empow был представлен на автосалоне в Шанхае в 2021 году в качестве преемника GAC GA4. После GAC GS4, это второй серийный автомобиль на платформе GPMA. Конкурентами модели являются Honda Civic, Volkswagen Jetta и Hyundai Elantra.

## Технические характеристики
Автомобиль GAC Empow оснащается двигателями внутреннего сгорания объёмом 1,5—2 литра с турбонаддувом мощностью 168—261 л. с. и крутящим моментом 270—400 Н⋅м. Дизайн кузова разработан специалистами Abt Sportsline. С конца 2022 года производится гибридный автомобиль.